# ريتشارد رينغر
ريتشارد رينغر (من مواليد 27 فبراير 1989 في أوبرلينجن) هو رياضي ألماني متخصص في الجري لمسافات طويلة وعبر الضاحية. فاز بالميدالية البرونزية في دورة الألعاب الجامعية الصيفية 2013، واحتل المركز الرابع في بطولة أوروبا 2014 والخامس في بطولة أوروبا للصالات الداخلية 2015. أعظم نجاح له هو فوزه في الماراثون ببطولة أوروبا 2022 في ميونيخ.

## نشأتها
درس ريتشارد إدارة الأعمال في جامعة كونستانز للتكنولوجيا والاقتصاد والتصميم وأكمل دراسته في عام 2013. منذ ذلك الحين، قام بتخفيض منصبه بدوام جزئي بشكل مطرد كمراقب في شركة رولز رويس لأنظمة الطاقة لصالح التركيز على المسابقات الدولية مثل الدوري الماسي.

## أفضل النتائج الشخصية
في الخارج
- 1500 متر – 3:38.83 (مونتبيليارد 2016)
- 3000 متر – 7:46.37 (ديساو-روسلاو 2016)
- 5000 متر – 13:10.94 (هيوسدن-زولدر 2015)
- 10,000 متر – 27:36.52 (لندن 2018)
- نصف الماراثون – 1:01:09 (برشلونة 2023)
- الماراثون – 2:08:08 (هامبورج 2023)

داخلي
- 1500 متر – 3:45.40 (شتوتغارت 2011)
- 3000 متر – 7:46.18 (كارلسروه 2015)

## حياته الشخصية
ريتشارد رينجر متزوج من عداءة المسافات الطويلة نمساوية ألمانية ندى إينا باور.